# Кепітол-Гайтс (Меріленд)
Кепітол-Гайтс (англ. Capitol Heights) — місто (англ. town) в США, в окрузі Графство принца Георга штату Меріленд. Населення — 4050 осіб (2020).

## Географія
Кепітол-Гайтс розташований за координатами 38°52′37″ пн. ш. 76°54′27″ зх. д. / 38.87694° пн. ш. 76.90750° зх. д. (38.876878, -76.907594).  За даними Бюро перепису населення США в 2010 році місто мало площу 2,07 км², з яких 2,07 км² — суходіл та 0,00 км² — водойми.

## Демографія
Згідно з переписом 2010 року, у місті мешкало 4337 осіб у 1482 домогосподарствах у складі 1040 родин. Густота населення становила 2093 особи/км².  Було 1622 помешкання (783/км²).
Расовий склад населення:
| - 91,3 % — чорних або афроамериканців - 3,3 % — білих - 0,3 % — корінних американців - 0,1 % — азіатів - 3,1 % — осіб інших рас |

До двох чи більше рас належало 1,9 %. Частка іспаномовних становила 5,4 % від усіх жителів.
За віковим діапазоном населення розподілялося таким чином: 27,3 % — особи молодші 18 років, 63,6 % — особи у віці 18—64 років, 9,1 % — особи у віці 65 років та старші. Медіана віку мешканця становила 34,9 року. На 100 осіб жіночої статі у місті припадало 85,2 чоловіків;  на 100 жінок у віці від 18 років та старших — 81,6 чоловіків також старших 18 років.
Середній дохід на одне домашнє господарство  становив 78 757 доларів США (медіана — 75 788), а середній дохід на одну сім'ю — 87 520 доларів (медіана — 85 110). Медіана доходів становила 43 125 доларів для чоловіків та 48 585 доларів для жінок. За межею бідності перебувало 13,0 % осіб, у тому числі 13,8 % дітей у віці до 18 років та 19,1 % осіб у віці 65 років та старших.
Цивільне працевлаштоване населення становило 2177 осіб. Основні галузі зайнятості: освіта, охорона здоров'я та соціальна допомога — 22,5 %, публічна адміністрація — 15,1 %, науковці, спеціалісти, менеджери — 11,3 %, роздрібна торгівля — 9,8 %.